# Кац, Яаков
Яаков Кац («Ке́цале») (ивр. יעקב כץ‎; род. 29 сентября 1951 года, Иерусалим, Израиль) — израильский политик, депутат кнессета 18-го созыва от партии «Национальное единство».

## Биография
Яаков Дов Кац — израильтянин в пятом поколении. Окончил ешиву «Бней Акива» в Кфар ха-Роэ (ивр. ישיבת בני עקיבא כפר הרואה‎) и ешиву Мерказ ха-Рав в Иерусалиме.
В 1970 году был призван в Армию обороны Израиля, и служил в «Сайерет Шакед» (ивр. סיירת שקד‎).
В 1971 году под руководством командующего Южного Округа Ариэля Шарона участвовал в зачистке террористических ячеек в секторе Газа. В 1972 году с отличием окончил офицерские курсы, и был назначен старшим лейтенантом в «Саерет Шакед». В Войне Судного дня 1973 года Кац был вторым в «Коах Патци», кодовое название подразделения из 12 человек в «Саерет Шакед», состоявшего только из офицеров. Под прямым руководством Ариэля Шарона подгруппа проводила боевые операции на линии огня. На восьмой день войны генерал Шарон направил «Коах Патци» найти и обезвредить крупную группу египетских коммандос, посланную помешать израильтянам пересечь Суэцкий канал. В ходе столкновения 12 членов «Коах Патци» уничтожили 70 египетских коммандос. Кац был тяжело ранен в левое бедро при прямом попадании противотанковой гранаты, после чего несколько месяцев боролся за жизнь в больнице Бейлинсон. Он выжил, но остался инвалидом.
Во время госпитализации он познакомился с Тами Коен, на которой впоследствии женился. Супружеская пара и их семеро детей живут в Бейт-Эле.
Кац получил степень бакалавра еврейской истории в Открытом Университете. Он увлекается хасидской музыкой и в 2007 году написал песни для альбома ортодоксального певца Акивы Маргалиёт.

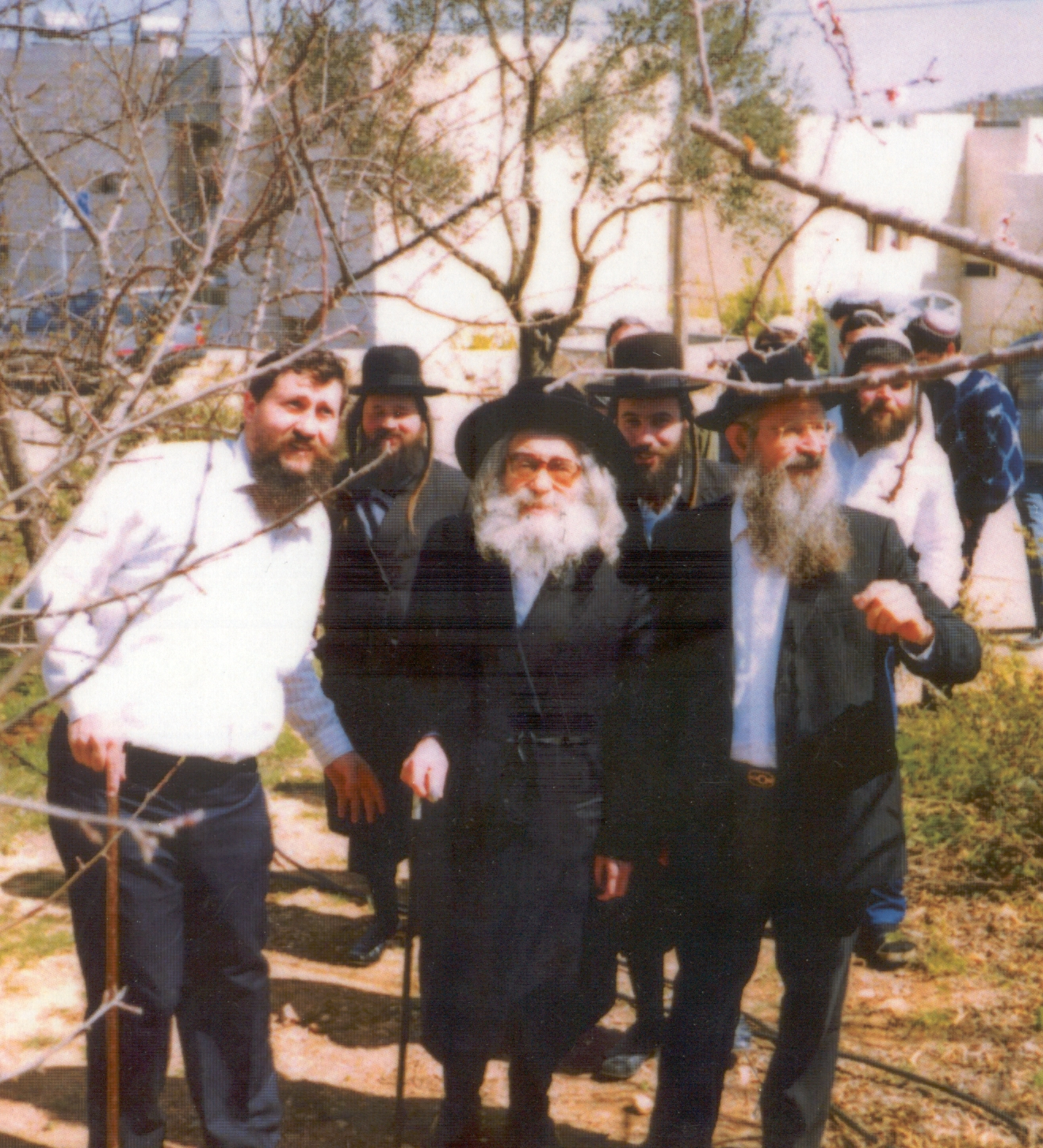
Яаков Кац («Кецеле») (слева), 1990

## Политическая деятельность
В 1974 году Кац участвовал в создании движения «Гуш Эмуним». В 1975-м в качества акта протеста против временного соглашения об отводе войск и перемирия, которое подписал премьер-министр Ицхак Рабин, Кац вернул знак отличия за участие в войне Судного Дня.
В 1977 году Кац и его семья были основателями поселения Бейт-Эль и под руководством рава Залмана Баруха Меламеда, ешивы Бейт-Эль. В течение многих лет Кац занимался сбором средств для иешивы Бейт-Эль — задача, требующая частых поездок в США, где проживает большинство спонсоров иешивы.
В 1987 году иешива приобрела корабль с целью предоставить Седьмому каналу — радиостанции правого толка, представлявшейся политической альтернативой государственным каналам радиовещания — возможность производить трансляции из Средиземного моря вне территориальных вод Израиля и таким образом избегать необходимости получать государственные разрешения на проведение трансляций. Кац являлся исполнительным директором радиостанции. Когда суд всё же признал деятельность радиостанции незаконной, и она была закрыта в 2003 году, Кац получил 6 месяцев тюремного заключения плюс полгода условно, а также денежный штраф в размере 50 000 шекелей. В 2006 он был помилован президентом Моше Кацавом, и дело было закрыто.
В 1990—1991 гг. Кац был помощником Шарона по вопросам поселений, в то время министра строительства, и был ответственным за строительство 35,000 единиц жилья в Восточном Иерусалиме, Западном береге реки Иордана и на Голанских высотах. В эти же годы он был одним из близких друзей Шарона. Их отношения охладились в 1996 году, в бытность Шарона на должности министра инфраструктуры в правительстве Биньямина Нетаньяху, в особенности после кончины супруги Шарона, Лили. Дружба превратилась в политическую вражду после решения Шарона о плане одностороннего размежевания.
В 2002 году Кац основал бесплатный еженедельник «В 7». В течение многих лет он был членом движения «Ткума», отделившегося от «Мафдаль». В 2008 году вступил в «Ахи» (организация министра и бывшего члена кнессета Эфи Эйтама). За 2 дня до последнего срока подачи списков в кнессет 18-го созыва Кац вышел из «Еврейского Дома», и был избран главой «Ихуд Леуми».
В кнессете 18-го созыва Кац стоит во главе комиссии по решению проблемы иностранных рабочих. Он предостерегал о проблеме инфильтрации из Африки в Израиль через израильско-египетскую границу, и утверждал, что при нынешнем темпе инфильтрации через считанные годы в Израиле окажутся десятки или даже сотни тысяч нелегальных иммигрантов, которые представят для Израиля демографическую угрозу, вдобавок к проблеме роста преступности и нищеты в местах их сосредоточения (например в Южном Тель-Авиве). Среди прочего Кац предложил основать город рядом с египетской границей, в котором можно было сосредоточить нелегальных иммигрантов перед их экстрадицией. По его словам, чтобы остановить это явление, которое он назвал «демографическим террором», нужно остановить бедуинов, помогающим нелегалам проникать в Израиль: «Мы должны арестовать всех бедуинов, собрать их в загоне и пустить пулю в лоб проводникам нелегальных караванов. Три-четыре бедуина будут убиты, и караваны прекратятся. Собрать всех бедуинов в один загон, и контрабанда остановится», — сказал Кац.

## Политические взгляды
Кац поддерживает идею «Великого Израиля» и по его мнению нужно проводить международные переговоры с целью осуществления израильского контроля над Иудеей, Самарией и сектором Газа.
«Я бы сказал мировым лидерам, что мы требуем всей земли Израиля, потому что она — наша и мы в ней живем».
По его мнению необходимо возобновить заселение Гуш Катифа. Он поддерживает «отказ от выполнения приказа», но только в случае если он явно незаконен и неэтичен.
Кац резко выражался в адрес Египта и его президента Хосни Мубарака, в контексте попыток Египта добиться соглашения о прекращении огня между Израилем и Хамасом и назвал Мубарака «соучастником террористов». По его мнению, приемлемым путём достижения прекращения огня с Хамасом является возвращение на свои места расформированных поселений Гуш Катифа, наряду с полным уничтожением «террористических подразделений».
Президента США Барака Обаму, после его речи в Каире, в которой он предложил остановить строительство поселений, Кац назвал «президентом-антисемитом».